# Erich Mußfeldt

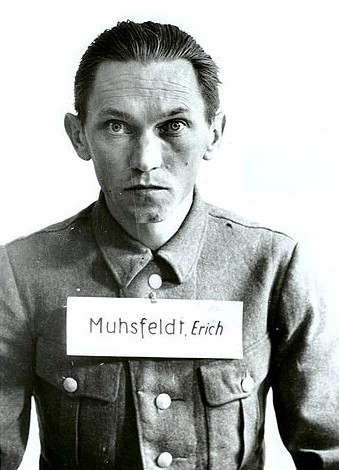
Erich Mußfeldt, Aufnahme von 1947

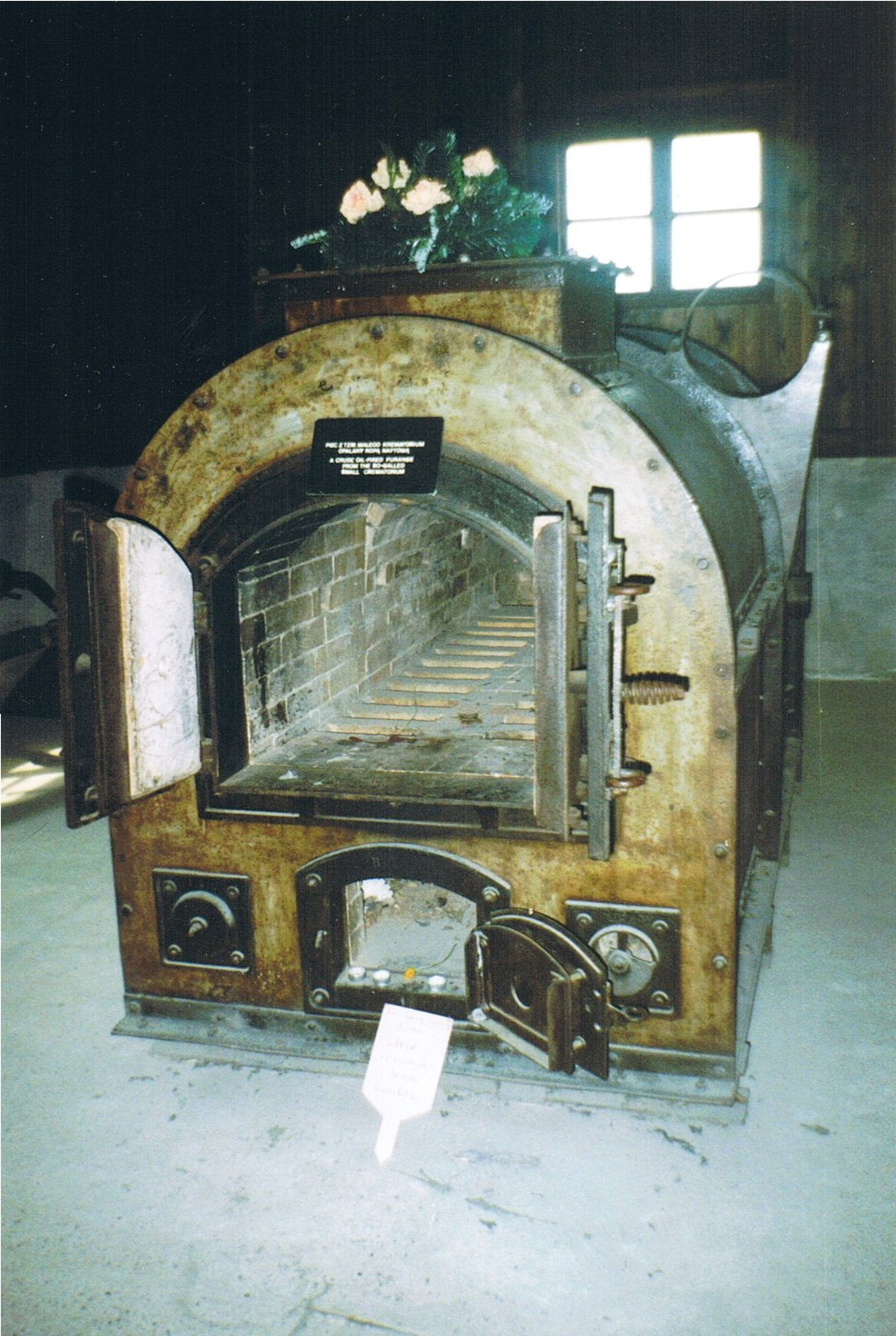
Verbrennungsofen im Krematorium KZ Majdanek

Erich Mußfeldt, auch Erich Mussfeld und oft Erich Muhsfeldt geschrieben (* 18. Februar 1913 in Neubrück (Rietz-Neuendorf), Provinz Brandenburg; † 24. Januar 1948 in Krakau), war ein deutscher SS-Oberscharführer und Täter des Holocaust, der die Krematorien im KZ Majdanek und KZ Auschwitz-Birkenau leitete. Nach dem Ende des Zweiten Weltkrieges wurde er als Kriegsverbrecher hingerichtet.

## Leben
Mußfeldt war von Beruf Bäcker. Er trat 1933 der SA bei und gehörte ab 1939 der NSDAP an. Danach erfolgte sein Beitritt zur SS.
Nach Beginn des Zweiten Weltkrieges wurde er im Januar 1940 der SS-Division Totenkopf zugeteilt. Nach einem „qualifizierenden“ Lehrgang begann er Mitte August 1940 seinen Dienst im Stammlager des KZ Auschwitz, zunächst als Leiter von Häftlingskommandos und später als Blockführer.
Am 15. November 1941 wurde er in das KZ Majdanek versetzt und arbeitete bald darauf als Kommandoführer für die Leichenverbrennung. Im KZ Sachsenhausen hatte er 1942 einen siebentägigen Verbrennungslehrgang an Öfen der Marke Kori absolviert. Nachdem in Majdanek im Juni 1942 das Krematorium in Betrieb genommen worden war, wurde er dessen Leiter. Um im Zuge der Sonderaktion 1005 die anfangs auf dem Lagergelände und der Umgebung des KZ Majdaneks verscharrten Leichen von Häftlingen zu exhumieren und effektiv in offenen Gruben zu verbrennen zu können, wurde er mit Anton Endres durch den Lagerkommandanten Hermann Florstedt am 19. Februar 1943 ins KZ Auschwitz-Birkenau geschickt zwecks Schulung in der dort praktizierten Verbrennungstechnik. Florstedts Intention bei der Spezialistenentsendung war laut Angrick, das „prozesshafte Ineinandergreifen von Morden und Beseitigen“ auch für das Vernichtungslager Majdanek zu übernehmen. Mußfeldt ließ sich von einem Kommandoführer den Vergasungsvorgang sowie die anschließende Leichenverbrennung erklären, während er an einer Leichenverbrennung an der offenen Grube am Weißen Haus teilnahm. Nach der Rückkehr in das KZ Majdanek blieb Mußfeldt weiterhin Leiter des Krematoriums und seiner Nachkriegsaussage zufolge war er zusätzlich für die Exhumierung und Verbrennung der Häftlingsleichen und Endres für die Bedienung der dortigen Gaskammer zuständig. Ab Februar 1943 leitete er die „Ausgrabung und Verbrennung tausender Leichen“. Die jüdischen Häftlinge des Leichenverbrennungskommandos wurden nach kurzer Zeit ermordet und durch neue ersetzt. Auch die Häftlinge des letzten Leichenverbrennungskommandos wurden nach Abschluss der Enterdungen und Leichenverbrennungen im Oktober 1943 ermordet. Unterstützung erhielt er dabei von zwölf in Sachen Enterdung erfahrenen Kollegen aus dem KZ Auschwitz, wie Franz Hößler. Anfang Juni 1943 wurde er zum Oberscharführer befördert. Er war in Majdanek an Mordaktionen und Selektionen von Häftlingen beteiligt. So soll er beispielsweise „mit Freude Widerspenstige bisweilen auch bei lebendigen Leibe in den Feuerofen“ geschoben haben. Im KZ Majdanek war er Augenzeuge der Aktion Erntefest, bei der knapp 18.000 jüdische Häftlinge ermordet wurden, und legte darüber nach Kriegsende Bericht ab.
Im Zuge der Räumung des KZ Majdanek wurde er im Mai 1944 in das KZ Auschwitz-Birkenau versetzt. Ab diesem Zeitpunkt arbeitete er unter Otto Moll, dem Bevollmächtigten für die Ungarn-Aktion, als Leiter der Birkenauer Krematorien II und III. Robert Seitz, bereits Mitarbeiter von Mußfeldt in Majdanek, übernahm die Leitung der Krematorien IV und V. Nach Beendigung der Ungarn-Aktion soll Mußfeldt im Spätsommer 1944 Leiter aller Krematorien gewesen sein. Der Auschwitzüberlebende Filip Müller, der dem Sonderkommando zugeteilt war, beschrieb Mußfeldt als einen „bieder und harmlos“ aussehenden Mann, der von „zierlicher Gestalt“ war.
Danach leistete er Kriegsdienst bei der Waffen-SS und nahm unter anderem am Kampf um Ungarn teil. Nach einer Kriegsverletzung wurde er wieder zur Lager-SS versetzt. Ab März 1945 war er im KZ Flossenbürg als Rapportführer tätig. Er begleitete im April 1945 im Zuge der Lageräumung eine Häftlingskolonne. Während dieses Todesmarsches war er für die Leichenbeseitigung zuständig und soll zudem selber marschunfähige Häftlinge erschossen haben.
Nach seiner Festnahme wurde Mußfeldt wegen seiner Taten im KZ Flossenbürg im Flossenbürg-Hauptprozess am 22. Januar 1947 von einem US-Militärgericht zu lebenslanger Haft verurteilt. Anschließend wurde Mußfeldt an Polen ausgeliefert und im Krakauer Auschwitzprozess vor dem Obersten Nationalen Tribunal Polens am 22. Dezember 1947 zum Tode verurteilt. Zeugen schilderten ihn im Prozessverlauf als überaus grausam und brutal. So soll er in Majdanek Häftlinge in Kloaken ertränkt haben.
„Die ankommenden Transporte wurden immer einer Selektion unterworfen […] Die zur Arbeit Unfähigen wurden mit Hilfe von Gas in der Gaskammer getötet.“
Das Urteil wurde am 24. Januar 1948 im Krakauer Montelupich-Gefängnis durch den Strang vollstreckt. Sein Körper wurde anschließend Medizinstudenten der Universität Krakau als Anschauungsmaterial zur Verfügung gestellt.
Einer breiteren Öffentlichkeit wurde Mußfeldt erst durch das KZ-Drama Die Grauzone bekannt, in dem er durch Harvey Keitel verkörpert wird. Der Film basiert auf den Erinnerungen des jüdischen Auschwitzüberlebenden Miklós Nyiszli, der sich in seiner Funktion als Häftlingsarzt oft mit Mußfeldt unterhalten und daher zu diesem einen relativ persönlichen Kontakt hatte. Nyiszli beschreibt in seinen bereits 1946 erschienenen Erinnerungen zwei Erlebnisse mit Mußfeldt, die für ihn sehr einprägsam waren. Mußfeldt ließ sich einmal wegen Kopfschmerzen und Herzbeschwerden von Nyiszli untersuchen. Diese Beschwerden führte Nyiszli auf die unmittelbar zuvor von Mußfeldt eigenhändig durchgeführte Exekution (Genickschuss) von achtzig Männern zurück. Mußfeldt stritt dies mit der Bemerkung ab, es mache ihm nichts aus, fünf oder 100 Menschen zu erschießen, und begründete die Beschwerden mit seinem Alkoholkonsum. Des Weiteren berichtet Nyiszli von einem etwa sechzehnjährigen Mädchen, das nach einem Vergasungsvorgang von den Häftlingen des Sonderkommandos noch atmend aufgefunden worden war. Der herbeigerufene Nyiszli konnte das Mädchen wieder zu Bewusstsein bringen. Mußfeldt, der diese Situation mitbekam, wurde durch Nyiszli gebeten, das Mädchen am Leben zu lassen und in einem Frauenkommando außerhalb der Krematorien unterzubringen. Mußfeldt hielt diese Lösung für zu risikobehaftet und ließ das Mädchen durch einen untergebenen SS-Mann erschießen.